# Echenais violacea
Echenais violacea är en fjärilsart som beskrevs av Butler 1867. Echenais violacea ingår i släktet Echenais och familjen Riodinidae. Inga underarter finns listade i Catalogue of Life.